# Melek (album)
Melek è il sesto album in studio dalla cantante turca-albanese Candan Erçetin. È stato pubblicato nel 2004.

## Tracce
1. Melek
2. Ağlıyor Musun?
3. Ben Ne Hata Yapmışım Meğer (o Meğer)
4. Canı Sağolsun
5. Sitem
6. Bir Yangının Külünü
7. Bahane ( o Kedi)
8. Şehir (duetto con Ceza)
9. Sensizlik
10. Yaşıyorum
11. Bu Sabah
12. Sonsuz
13. Gökyüzünde Yalnız Gezen Yıldızlar
14. Bir Yangının Külünü (vol.2)